# Chủ nghĩa nhân bản Marxist
Chủ nghĩa nhân bản Marxist là một trường phái tư tưởng chính trị bắt nguồn từ sự diễn giải các tác phẩm của Karl Marx. Trường phái này tìm lời giải đáp cho những câu hỏi như "bản tính con người gồm những gì và loại xã hội nào có lợi nhất cho sự sống của con người" đứng từ quan điểm phê phán xã hội của triết học Marx. Các nhà nhân bản Marxist cho rằng bản thân Marx cũng quan tâm đến những vấn đề tương tự như vậy.
Chủ nghĩa nhân bản Marxist ra đời vào năm 1932 sau khi Các bản thảo kinh tế và triết học 1844 của Marx được công bố, phát triển mạnh vào khoảng những năm 1950 và 1960. Các nhà nhân bản Marxist cho hay tồn tại sự liên tục giữa các bản thảo sớm của Marx, trong đó ông phát triển lý thuyết của mình về sự tha hóa, và chỉ trích về tư bản trong các tác phẩm thời kỳ muộn như cuốn Das Kapital. Họ cho rằng việc nắm rõ nền tảng triết học Marx là điều cần thiết để ta có thể thấu hiểu toàn bộ hệ thống tư tưởng của ông.
Trái ngược với trường phái chủ nghĩa duy vật biện chứng của Liên Xô và trường phái cấu trúc luận Marx của Louis Althusser, các nhà tư tưởng thuộc trường phái nhân bản lập luận rằng công trình của Marx là sự mở rộng hoặc sự vượt lên Chủ nghĩa nhân bản thời kỳ Phục hưng. Trong khi các triết gia Marxist khác coi chủ nghĩa Marx như một khoa học tự nhiên, thì các triết gia nhân bản Marxist lại tái khẳng định lập trường "con người là thước đo mọi vật" – rằng con người về cơ bản khác biệt với mọi sự trong trật tự tự nhiên.

## Nguồn gốc

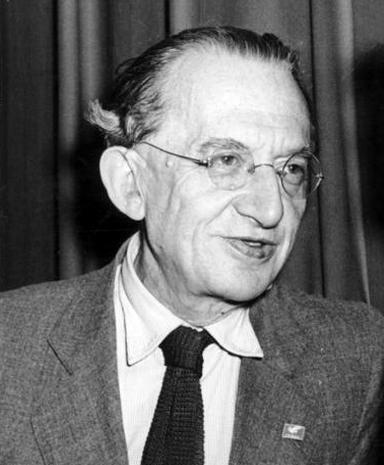
György Lukács

## Các dòng tư tưởng

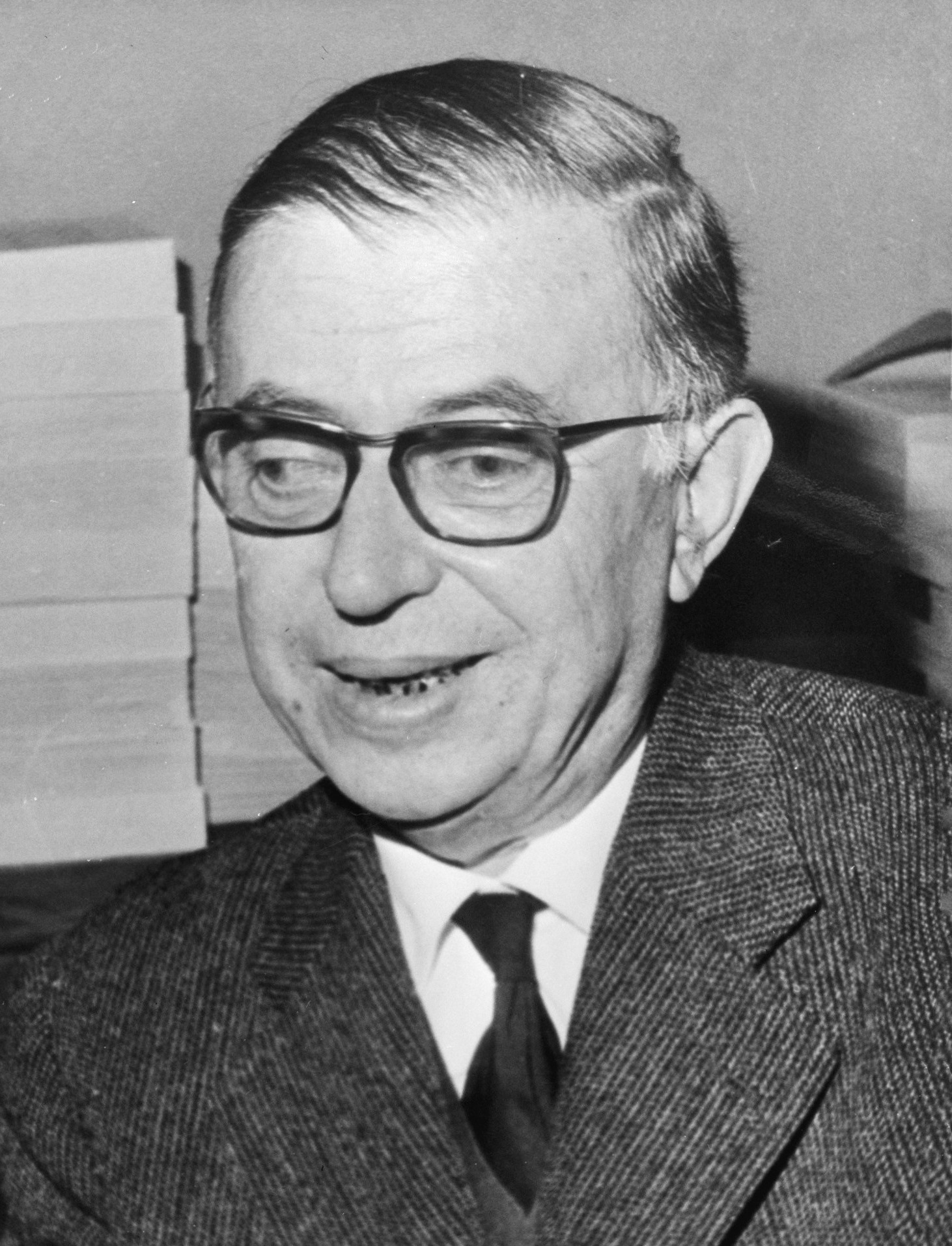
Jean-Paul Sartre

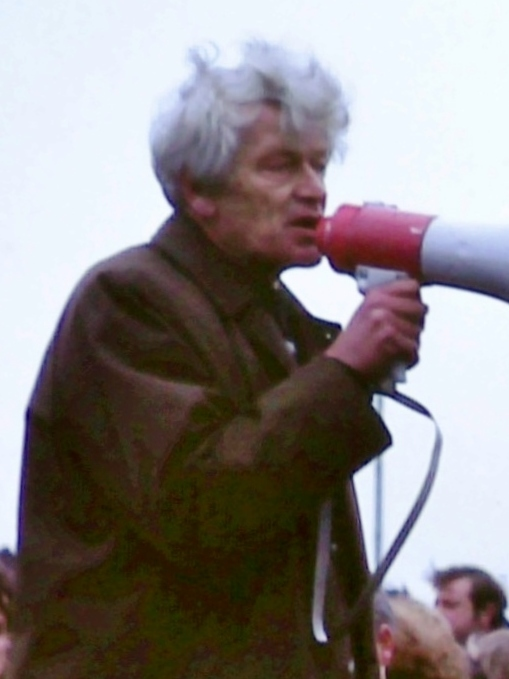
E. P. Thompson